# Rollier d'Abyssinie
Coracias abyssinicus
Espèce
Statut de conservation UICN

 LC  : Préoccupation mineure
Synonymes
- Coracias abyssinica

Répartition géographique

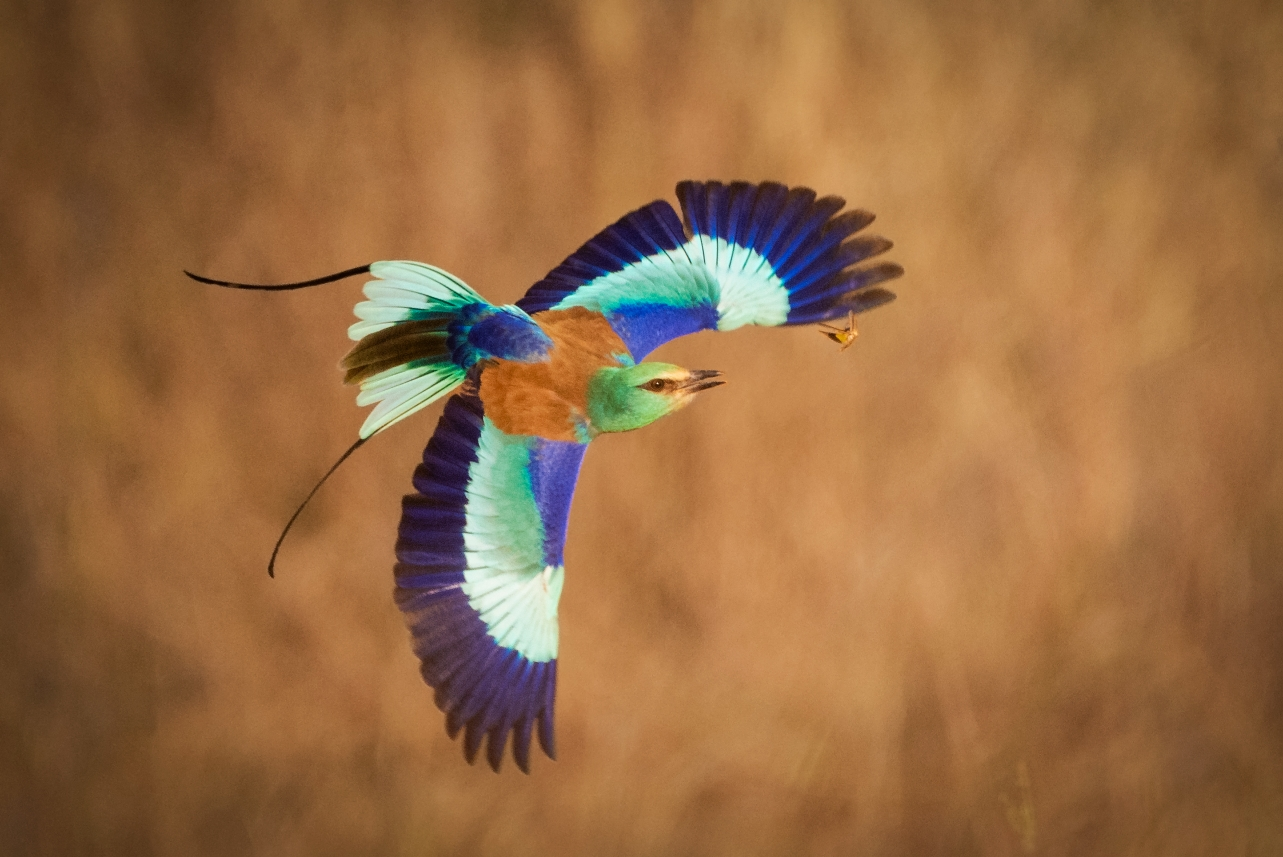
Un rollier d'Abyssinie attrape un insecte en soirée. Janvier 2021.

Le Rollier d'Abyssinie (Coracias abyssinicus) est une espèce d'oiseaux appartenant à la famille des Coraciidae et au genre éponyme Coracias.
C'est une espèce très recherchée et appréciée des photographes naturalistes et ornithologues.

## Dénomination
Son nom scientifique est dérivé du grec korakias, désignant un type de corvidé, car on croyait à l'époque que les rolliers étaient apparentés aux corbeaux ; abyssinica vient de la région d'Abyssinie (nord-ouest de la corne de l'Afrique), où il peut être rencontré, et qui lui donne également son nom vernaculaire.

## Description
C’est un oiseau d’une trentaine de centimètres, très coloré avec des teintes bleutées. L'arrière de sa tête et une large partie de son corps (notamment les dessous) sont d’un bleu verdâtre clair ; ses ailes sont d'un bleu plus foncé, excepté les tectrices qui sont bleu clair. L'avant de sa tête est blanc et terminé d'un bec noir, les pattes brun rosé ou vert ardoise, l'iris brun. Le milieu du dos et les plumes scapulaires sont brun rouille. L’extrémité des plumes les plus longues de l'aile, ainsi que celles du milieu de la queue, sont d'un noir verdâtre (non présentes chez les jeunes). Ces plumes (rectrices) peuvent lui donner une longueur finale d'environ 40 cm. L'extrémité des plumes externes de la queue peuvent porter des extensions noires filamenteuses.
La femelle et le mâle ont un plumage identique ; les juvéniles ont un plumage similaire mais plus terne, avec une teinte olive-brun sur les parties bleues du plumage.
Il peut être différencié du Rollier à longs brins (avec qui il partage l'est de son aire de répartition) par sa gorge bleue plutôt que lilas, et du Rollier d'Europe (qui le rejoint durant l'hiver de l'hémisphère nord) par son aspect plus élancé et le bleu foncé de ses ailes (plutôt que le noir).

### Vocalisations
Son cri est un croassement grondant et rapeux : rraaaaak ; grraaaaak.

## Répartition et habitat

### Répartition
Le rollier d'Abyssinie occupe les régions au sud du Sahara, depuis le Sénégal et la Guinée jusqu’à l’Érythrée, l'Ouganda et le Kenya ; il existe également des populations dans le sud de l'Arabie Saoudite et à l'ouest du Yémen. On peut également le trouver plus occasionnellement plus au nord dans le désert et dans la vallée du Nil.

### Habitat
Il apprécie fortement les savanes plutôt sèches et les zones ouvertes, ou de mosaïques forêts / savanes. On peut également le retrouver plus près des habitations humaines et dans des parcs. On peut le trouver jusqu'à 2 400 m d'altitude,.

### Migration
Le rollier d'Abyssinie est principalement sédentaire ; il s'aventure plus au nord durant la saison de la reproduction, migrant sur de courtes distances entre janvier et mars, et entre juillet et septembre.
Il a également été observé comme oiseau errant au Maroc et aux îles Canaries.

## Écologie et comportement

### Comportement
Il s'agit d'un oiseau très territorial, et très agressif envers ses congénères ; il passe le plus clair de son temps seul ou en couple. Il entre fréquemment en conflit avec ses cousins, par exemple avec le Rollier à ventre bleu.

### Alimentation
Le rollier d'Abyssinie se nourrit d'insectes, généralement de grande taille comme les termites, les chenilles, les scarabées, les sauterelles et les criquets ; il les capture au vol en plongeant depuis un perchoir à la manière typique des rolliers. Il a également été observé en groupe (dérogeant à son habituelle animosité) autour des feux de brousse ou des troupeaux d'antilopes, à la recherche des insectes dérangés par leur passage,.

### Reproduction
La saison des amours du rollier d'Abyssinie dure de février à juillet, bien qu'elle puisse s'étendre jusqu'à octobre dans certaines régions. Monogame, il défend farouchement son territoire. Il fait son nid dans des cavités naturelles d’arbres, où il dépose seulement quelques débris d'écorces et de végétaux. 3 à 6 œufs (typiquement 4) sont pondus, de couleur blanc pur, de petite taille (+/- 3 x 2,5 cm). Ses habitudes concernant l'élevage des oisillons sont encore mal connues.

## Systématique
Le rollier d'Abyssinie a été décrit pour la première fois par Johann Hermann en 1783, déjà sous le nom Coracias abyssinica. L'espèce est actuellement considérée comme monotypique.
Une étude phylogénique datant de 2018 établit sa proximité avec le Rollier d'Europe et un autre rollier africain, le Rollier à longs brins.

## Le rollier d'Abyssinie et l'humain

### Conservation
L'espèce est considérée par l'UICN comme une préoccupation mineure, en raison de sa large aire de répartition et de l'augmentation de sa population.